# Korzkiew
Korzkiew – wieś w Polsce położona w województwie małopolskim, w powiecie krakowskim, w gminie Zielonki.
Przez wieś przepływa Potok Korzkiewski zwany też Korzkiewką. Integralne części miejscowości: Nowa Wieś, Pod Lisinami.
Siedziba rzymskokatolickiej parafii Narodzenia św. Jana Chrzciciela w Korzkwi.

## Położenie
Korzkiew położona jest w dolinie potoku Korzkiewka, lewego dopływu Prądnika (Białuchy), w otulinie Ojcowskiego Parku Narodowego. Obszar ten według regionalizacji fizycznogeograficznej znajduje się w południowo-wschodniej części Wyżyny Olkuskiej (341.32) należącej do makroregionu Wyżyna Krakowsko-Częstochowska (341.3), w podprowincji Wyżyna Śląsko-Krakowska (341).
Pod względem administracyjnym wieś zlokalizowana jest w województwie małopolskim, w powiecie krakowskim, w północno-zachodniej części gminy Zielonki, około 12 km w linii prostej na północ od centrum Krakowa. Graniczy z następującymi miejscowościami:
- Brzozówka (gmina Zielonki) od północy i północnego wschodu,
- Przybysławice (gmina Zielonki) od wschodu,
- Januszowice (gmina Zielonki) od południowego wschodu,
- Giebułtów (gmina Wielka Wieś) od południa i południowego zachodu,
- Prądnik Korzkiewski (gmina Wielka Wieś) od zachodu,
- Grębynice (gmina Zielonki) od zachodu i północnego zachodu.

Biorąc pod uwagę powierzchnię wynoszącą 133,27 ha Korzkiew jest czwartą (po Garlicy Duchownej, Boleniu i Garliczce) najmniejszą miejscowością gminy Zielonki, zajmującą 2,74% jej obszaru.
Najwyżej położony obszar wsi znajduje się na jej północnych krańcach, na wysokości około 347 m n.p.m., najniższy na południu, w korycie Korzkiewki, w miejscu w którym przecina on granicę miejscowości (przy ul. Korzkiewskiej), na wysokości około 261 m n.p.m.

## Historia
Historia wsi związana jest bezpośrednio z historią zamku w Korzkwi. Prawdopodobnie powstała jako tzw. osada służebna. W XIX w. Korzkiew zamieszkiwali głównie fornale dworscy, kilku włościan i komorników, była również czynna karczma (z browarem).
W Królestwie Polskim istniała gmina Korzkiew.
W latach 1975–1998 miejscowość administracyjnie należała do województwa krakowskiego.

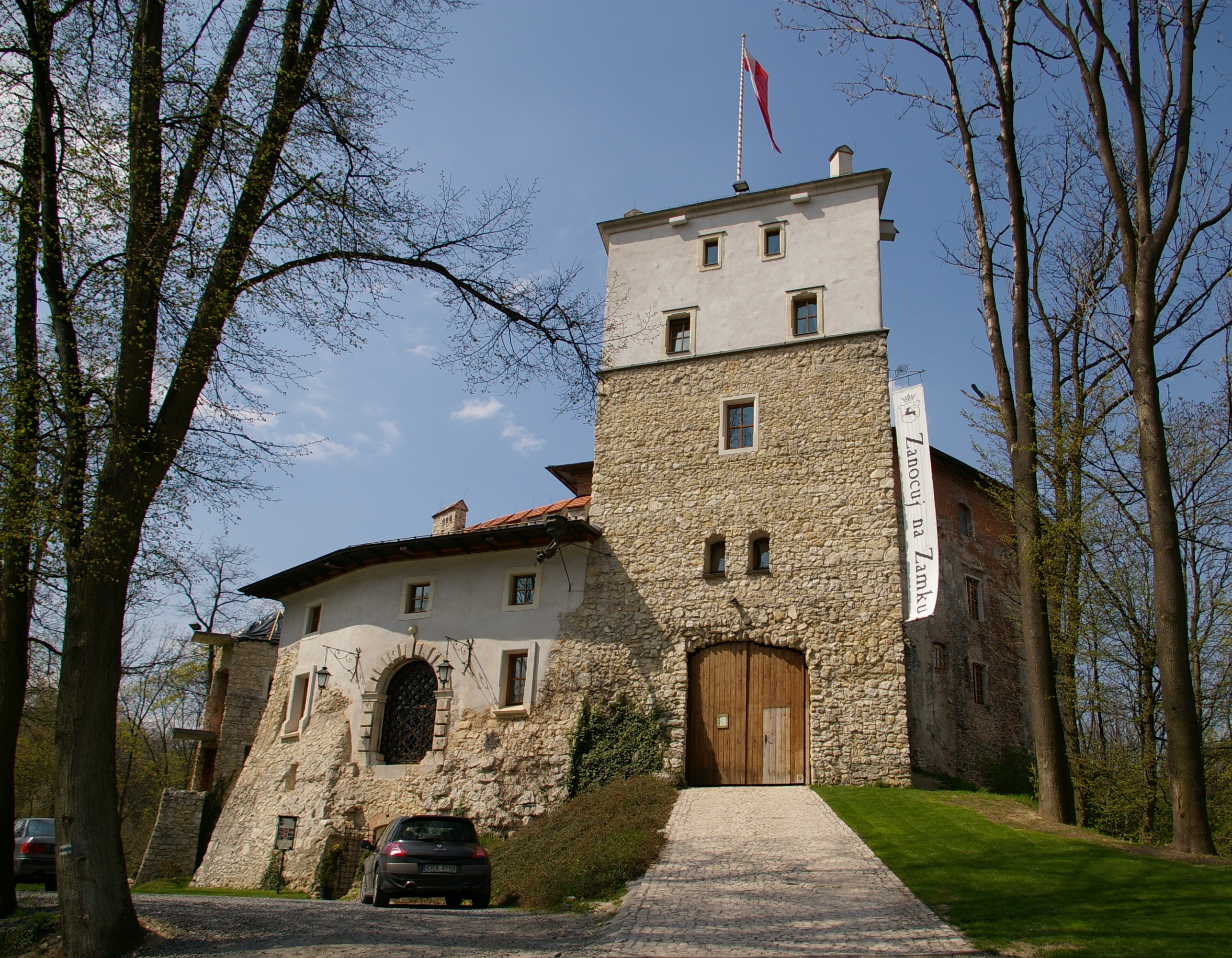
Zamek w Korzkwi

## Demografia
Największą liczbę mieszkańców Korzkwi odnotowano w roku 1921. W okresie ostatnich kilku lat ustabilizowała się ona na poziomie około 200 osób.
Źródła danych oraz rodzaje (nazwy) i terminy spisów, jeśli dostępne:
- 1787[13];
- 1789[13] – Lustracja dymów i podanie ludności;
- 1808[14] – Spis wojskowy ludności Galicji;
- 1921[15][c] – Pierwszy Powszechny Spis Ludności – dane na 30. września;
- 1988[16] – Narodowy Spis Powszechny 1988 – dane na 6. grudnia;
- 2002[16] – Narodowy Spis Powszechny Ludności i Mieszkań 2002 – dane na 20. maja;
- 2003, 2004 i 2006[17] oraz 2009–2024[1] – dane własne Urzędu gminy Zielonki na 31. grudnia danego roku.

## Zabytki
Obiekt wpisany do rejestru zabytków nieruchomych województwa małopolskiego.
- Zespół zamkowy: ruiny zamku, zespół folwarczny: budynek mieszkalny, budynek gospodarczy, park.

W 1352 r. Jan herbu Syrokomla kupił wzgórze Korzkiew, gdzie wybudował zamek, który pełnił funkcję obronną i mieszkalną rodu Zaklików do II poł. XV wieku. Kolejnymi właścicielami byli: Szczepan Świętopełk z Irządz, kupiec Piotr Krupka, rodzina Zborowskich i Ługowskich. Pod koniec XV w. oraz 1720 r. (właścicielami byli wówczas Jordanowie), budowla została przebudowana. Zamek znajdował się następnie w rękach Wesslów i Wodzickich, a pod koniec XIX w. popadł w ruinę. Od 1997 r. zamek jest stale zamieszkany przez rodzinę Donimirskich którzy podjęli się odnowienia i odbudowania zamku. Zagospodarowywane jest również całe wzgórze zamkowe oraz podnóże warowni. Planowana jest także odbudowa mieszczącego się dawniej w pobliżu zamku dworu, odtworzenie stawów oraz stworzenie małego muzeum i skansenu.
- Kościół parafialny pw. św. Jana Chrzciciela, starodrzew, ogrodzenie z 4 kaplicami z XVII wieku.

W 1623 r. Aleksander Ługowski ufundował budowę barokowego kościoła pod wezwaniem św. Jana Chrzciciela. Powstał on na miejscu starego drewnianego kościoła, wzniesionego w 2. połowie XIV wieku.

### Inne
- Park angielski.

## Osoby związane z Korzkwią
- Tadeusz Broś[21]
- Andrzej Krztoń[22]

## Korzkiew w kulturze
O gwałtownym epizodzie z historii Korzkwi świadczy taki zapis:

Wojownicze przekupki krakowskie urządziły pogrom chłopów z Korzkwi, którzy razem z Kozakami rabowali (w 1848 r.) dwór Sedlmajerów i przywieźli na targ zdobyte łupy.